# Frank Macfarlane Burnet
Sir Frank Macfarlane Burnet OM AK KBE FRS (Traralgon, Austràlia 1899 - Port Fairy 1985), conegut també com a Macfarlane Burnet o Mac Burnet, fou un viròleg i biòleg australià guardonat amb el Premi Nobel de Medicina o Fisiologia l'any 1960.

## Biografia
Va néixer el 3 de setembre de 1899 a la ciutat de Traralgon, situada a l'estat de Victòria. Va estudiar medicina a la Universitat de Melbourne, on es va graduar l'any 1924, i posteriorment realitzà el doctorat a la Universitat de Londres l'any 1928.
Membre de l'Institut Walter i Eliza Hall de Melbourne en fou director entre 1944 i 1956. Aquell any abandonà l'Institut per continuar la seva recerca a la Universitat de Melbourne fins a la seva jubilació l'any 1978, i l'any 1957 fou nomenat president del Comitè Nacional Assessor sobre Radiació. L'any 1951 fou nomenat Cavaller per part de la reina Elisabet II del Regne Unit i l'any 1958 ingressà a l'Orde del Mèrit. Va morir el 31 d'agost de 1985 a la seva residència de Port Fairy, població situada a l'estat de Victòria.

## Recerca científica

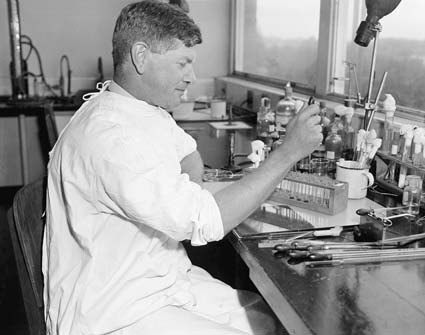
Macfarlane al seu laboratori

Inicià la seva recerca al voltant dels bacteriòfags i els virus a l'Institut Walter i Eliza Hall. La seva estada en aquest centre va permetre que realitzés descobriments significatius referents a la seva naturalesa i rèplica i a la seva interacció amb el sistema immunitari.
A partir de la dècada del 1950 va treballar extensivament sobre la immunologia i fou un dels principals contribuïdors a la teoria de la selecció clònica, per la qual els limfòcits són seleccionats per a la destrucció d'antígens invasors del cos durant el desenvolupament embrionari. L'any 1960 li fou concedit el Premi Nobel de Medicina o Fisiologia, que compartí amb Peter Medawar, pels seus estudis sobre la tolerància immunològica adquirida. Aquesta investigació va proporcionar la base experimental per a induir la tolerància immunològica adquirida, la principal base per als trasplantaments d'òrgans sòlids.
Posteriorment col·laborà amb Joshua Lederberg, Premi Nobel de Medicina l'any 1958, en la recerca sobre els antibiòtics.